# 49 Cassiopeiae
49 Cassiopeiae, som är stjärnans Flamsteed-beteckning, är en dubbelstjärna i den norra delen av stjärnbilden Cassiopeja. Den har en kombinerad skenbar magnitud på cirka 5,22 och är svagt synlig för blotta ögat där ljusföroreningar ej förekommer. Baserat på parallaxmätning inom Hipparcosuppdraget på cirka 7,9 mas, beräknas den befinna sig på ett avstånd på cirka 400 ljusår (cirka 123 parsek) från solen. Den rör sig närmare solen med en heliocentrisk radialhastighet på cirka –0,2 km/s.

## Egenskaper
Primärstjärnan 49 Cassiopeiae A är en vit till gul jättestjärna av spektralklass G8 III och ingår i röda klumpen på den horisontella grenen, vilket anger att den genererar energi genom fusion av helium i dess kärna. Den har en massa som är cirka 3 gånger solens massa, en radie som är cirka 16 gånger större än solens och utsänder cirka 142 gånger mera energi än solen från dess fotosfär vid en effektiv temperatur på cirka 5 000 K.
49 Cassiopeiae hade år 2008 en separation av 5,40 bågsekunder vid en positionsvinkel på 244°, och primärstjärnan är av magnitud 5,32 och dess svaga följeslagare har magnitud 12,30. Den senare är av okänd spektraltyp och har en radie som är cirka 0,7 gånger solens och utsänder knappt 0,3 gånger den energi som solen utsänder vid en effektiv temperatur på cirka 5 200 K.